# 人間模様
『人間模様』（にんげんもよう）は、丹羽文雄の小説およびそれを原作とした1949年6月14日公開の同名の映画。また同映画の主題歌。

## 概要
丹羽文雄が『毎日新聞』に連載した小説（講談社版）を市川崑が映画化した。新東宝製作、東宝配給。白黒、スタンダード、90分。現存するプリントでは、上映開始から37分付近で約2分間の欠損箇所が存在している。
監督の市川崑は、前作の『三百六十五夜 東京篇・大阪篇』の2部作を大ヒットさせ、次回作はメロドラマ以外の原作が良いと考えていたところに、プロデューサーの児井英生が「もう一本現代劇を撮った方がいい」と持ち込んだ小説が本作で、市川の周囲も「休まないで次々と撮った方がいい」という薦めもあって引き受けることにした。デビュー作の『－「眞知子」より－ 花ひらく』と『三百六十五夜』2部作を続けて出演した上原謙への返礼を込めて主役に起用している。この作品で初めて脚本に和田夏十が記載されるが、本作は市川と妻の茂木由美子の共同名義であった。また、当時、東宝劇団で役者をしていた伊藤雄之助をテストケースとして起用している。

## あらすじ
女学校経営者の令息でサラリーマンの大輪絹彦は学友でデパートを経営する小松原厚を通してその秘書の吉野吟子を知る。吟子も絵が好きだと知り、絵画を贈ったことをきっかけに吟子の哀しい過去を知る。小松原は吟子に言い寄っているが、吟子は純情で優しく親切な絹彦に好意を抱く。穏やかな性格の絹彦に物足りなさを感じている幼馴染の令嬢・新井沙丘子は、やり手の実業家である小松原に惹かれ、秘書に立候補するが断られ、悔し紛れに怪しい会社経営者の木下の秘書となる。
盲腸で倒れた吟子を見舞った絹彦は手術費がなくて吟子が病気を我慢していることを知り、自分の電動蓄音機とレコードを売って金を作り、吟子に手術を受けさせる。その日、絹彦の母親が急死し、絹彦の次期学長就任が決まる。戦災で焼けた校舎の再建のための寄付金集めを命じられた絹彦は小松原に頼みに行くが断られる。絹彦が吟子に手術を受けさせたことを知った小松原は絹彦に負けた気がして吟子に結婚を申し込む。男女の愛よりも大きい人間愛を絹彦に感じた吟子は絹彦に報いるために、校舎再建に手を貸すことを条件に小松原の申し出を受ける。
絹彦は、家を出た沙丘子を心配して、木下の事務所に沙丘子を訪ねて説得するが沙丘子は拒絶する。絹彦は木下の不誠実な態度に怒って木下を殴り、事務所をあとにする。吟子の結婚式に出席した絹彦は吟子の幸せを祈って自分のお守りである母の形見を贈る。吟子は絹彦に一番大切なことを言いそびれた気がすると告げたが絹彦は話を逸らす。木下と虚ろな関係を続ける沙丘子は、木下が警察に追われて落下死するのを目撃し絶叫する。絹彦は娘を心配する沙丘子の父親に、必ず連れ戻すと約束する。

## スタッフ
- 製作：児井英男
- 原作：丹羽文雄
- 監督：市川崑
- 脚色：山下與志一、和田夏十
- 助監督：加戸野五郎
- 撮影：小原譲治
- 照明：藤林甲
- 美術：河野鷹思
- 録音：根岸壽夫
- 編集：長田信
- 音楽：仁木他喜雄
- 主題歌作詞：西條八十
- 作曲：古賀政男
- ＜人間模様＞唄： 霧島昇
- ＜夜のひなげし＞唄： 二葉あき子（コロムビアレコード）
- 特殊技術：天羽四郎
- 製作主任：青山碩
- スチール：橋山愈

## キャスト
- 大輪絹彦：上原謙
- 吉野吟子：山口淑子
- 小松原厚：青山五郎（旧名・三原純） - 上原謙の義弟（上原の妻・小桜葉子の妹の夫）
- 新井沙丘子：月丘千秋
- 大輪藤代（絹彦の母）：東山千栄子
- 新井寛政（沙丘子の父）：斎藤達雄
- 木下正朔：江見渉
- 狩野龍馬（吟子の内縁の元夫）：伊藤雄之助
- 仙波一平：高木昇
- 千々岩恒夫：大倉文雄
- 女中・八重：石井ふく子
- 看護婦：泉麗子
- 役名不明：寺島新、大原榮子、武田三枝子、川部守一、香山みち子、倉橋亨、山室耕、桐丘峰子